# (37692) Loribragg
(37692) Loribragg est un astéroïde de la ceinture principale.

## Description
(37692) Loribragg est un astéroïde de la ceinture principale. Il fut découvert le 12 novembre 1995 à Haleakala par l'observatoire AMOS. Il présente une orbite caractérisée par un demi-grand axe de 2,92 UA, une excentricité de 0,04 et une inclinaison de 1,4° par rapport à l'écliptique.

## Compléments